# 상봉중학교
상봉중학교(上鳳中學校)는 대한민국 서울특별시 중랑구 상봉동에 있는 공립 중학교이다.

## 학교 연혁
- 2000년 11월 25일 : 상봉중학교 설립인가(각 학년 12학급 36학급)
- 2001년 3월 1일 : 김정호 초대 교장 취임
- 2001년 3월 2일 : 제1회 입학식(12학급 447명)
- 2001년 5월 6일 : 개교기념일
- 2004년 2월 13일 : 제1회 졸업식(12학급 447명)
- 2009년 11월 23일 : 학교 급식실 준공
- 2018년 1월 8일 : 제15회 졸업식(9학급 262명, 연 5,766명)
- 2023년 1월 9일 : 제20회 졸업식(9학급 220명)
- 2023년 3월 1일 : 김부용 제10대 교장 취임
- 2023년 3월 2일 : 제23회 입학식(9학급 228명)

## 참고 자료
- 상봉중학교 - 한국교육학술정보원 학교알리미